# Santa Lucia di Piave
Santa Lucia di Piave (Santa Luzhìa in veneto, nella variante dell'Alto Trevigiano) è un comune italiano di 9 071 abitanti della provincia di Treviso in Veneto.

## Storia

### Periodo Romano
Santa Lucia di Piave è un antico insediamento romano (III sec. d.C.). Durante gli scavi archeologici del 1954 e del 2008 sono state ritrovate fondazioni attribuibili a modesti opifici e alcune sepolture ad inumazione in laterizio. Il sito, che probabilmente si estendeva sino alla vicina chiesa, si presenta come crinale, seppure di poco rialzato, rispetto al resto del territorio e a fianco di quello che pare essere un paleo alveo di un antico affluente del Piave, corrispondente all'attuale via Foresto, che assicurava il rifornimento di acqua.

### La corte di Lovadina
È un paese ricco di storia, in quanto passaggio obbligatorio per coloro che attraversavano il Piave nel punto più accessibile del territorio: il guado di Lovadina, passo obbligato tra il Nord e il sud dell'Europa e consueto punto di incontro per le primitive attività legate alla pastorizia, al bestiame e poi al commercio, nei pressi dell'antica direttrice romana Claudia Augusta Altinate.
Prima degli anni 958-959 il territorio di Santa Lucia era già compreso tra le Ville del territorio soggetto alla Corte di Lovadina.

### La Via Hungarica e le strade romane
Nel territorio c'era una crocevia chiamata Boccadistrada (da questo nome deriva una delle attuali località del comune: Bocca di Strada). Questo crocevia aveva anche una diramazione per la Via Hungarica, che portava a Oderzo (l'antica Opitergium romana), a Feltre e a Trento.

### Fiera di Santa Lucia: origini
È di antichissime origini storiche la Fiera di Santa Lucia, nota oltre i confini del Veneto. La posizione geografica della Fiera favoriva gli scambi commerciali, essendo sita in prossimità dell'Ongaresca, una delle principali vie di grandi comunicazioni di massa del tempo, e del guado di Lovadina. In merito alla documentazione, il movimento Fiere di Santa Lucia trovano il loro primo riscontro negli Statuti del Comune di Treviso del 1313; anche se alcuni storici farebbero risalire le origini del mercato santalucese intorno al 661 d.C. La Fiera era famosa soprattutto come mercato di cavalli, asini e buoi, ovini, suini e per il commercio della canapa e della lana. Anticamente, aveva luogo all'ottava della festa dei Santi e trasferita in seguito al 13 dicembre, tanto da identificarsi non solo come manifestazione commerciale ma anche come festa religiosa.

### Nel Medioevo
Nel Medioevo il Paese era sotto il controllo del Conte di Collalto, ed il suo nome era Sub Silva, Sotto Selva, dovuto alla presenza di un bosco molto esteso. Il nome Santa Lucia è stato attribuito nel 1312; a quel tempo il comune era sotto il controllo dei conti di Collalto del castello di San Salvatore (che si trova a Susegana).

### XIX secolo
Santa Lucia è stata anche interessata da avvenimenti storici di vasta portata a livello nazionale, quale la battaglia sul Piave (1809), con la ripresa della guerra tra Austria e Francia. Il conflitto bellico, risoltosi in favore delle truppe napoleoniche, ha coinvolto anche il territorio di Santa Lucia, in quanto l'offensiva decisiva si ebbe tra la località Mandre e le case Buosi-Vendrame al Molino della Campana.

### Simboli
Lo stemma e il gonfalone di Santa Lucia di Piave attualmente in uso sono stati concessi con decreto del presidente della Repubblica del 27 gennaio 2012.
È raffigurata la scultura di Santa Lucia, opera in marmo del 1932-33 dello scultore e frate Claudio Granzotto (all'anagrafe Riccardo Granzotto) conservata nella chiesa parrocchiale; la fascia azzurra rappresenta il fiume Piave mentre il cavallo passante ricorda l'Antica Fiera. Il rosso è il colore del sangue versato dal martirio della santa, il verde simboleggia la terra e l'agricoltura.
In precedenza il comune utilizzava uno stemma concesso con DPR del 28 gennaio 1953 che si blasonava: Di rosso, alla corona d'oro di quattro punte, circondata da due rami di palma decussati, alla stella (6) di argento in punta. Ornamenti esteriori da Comune. I rami di palma erano simbolo del martirio di santa Lucia.
Il gonfalone municipale è un drappo giallo con la bordatura di rosso. Fino al 2012 il gonfalone era un drappo partito di rosso e di giallo.

## Monumenti e luoghi d'interesse

### Chiesa parrocchiale

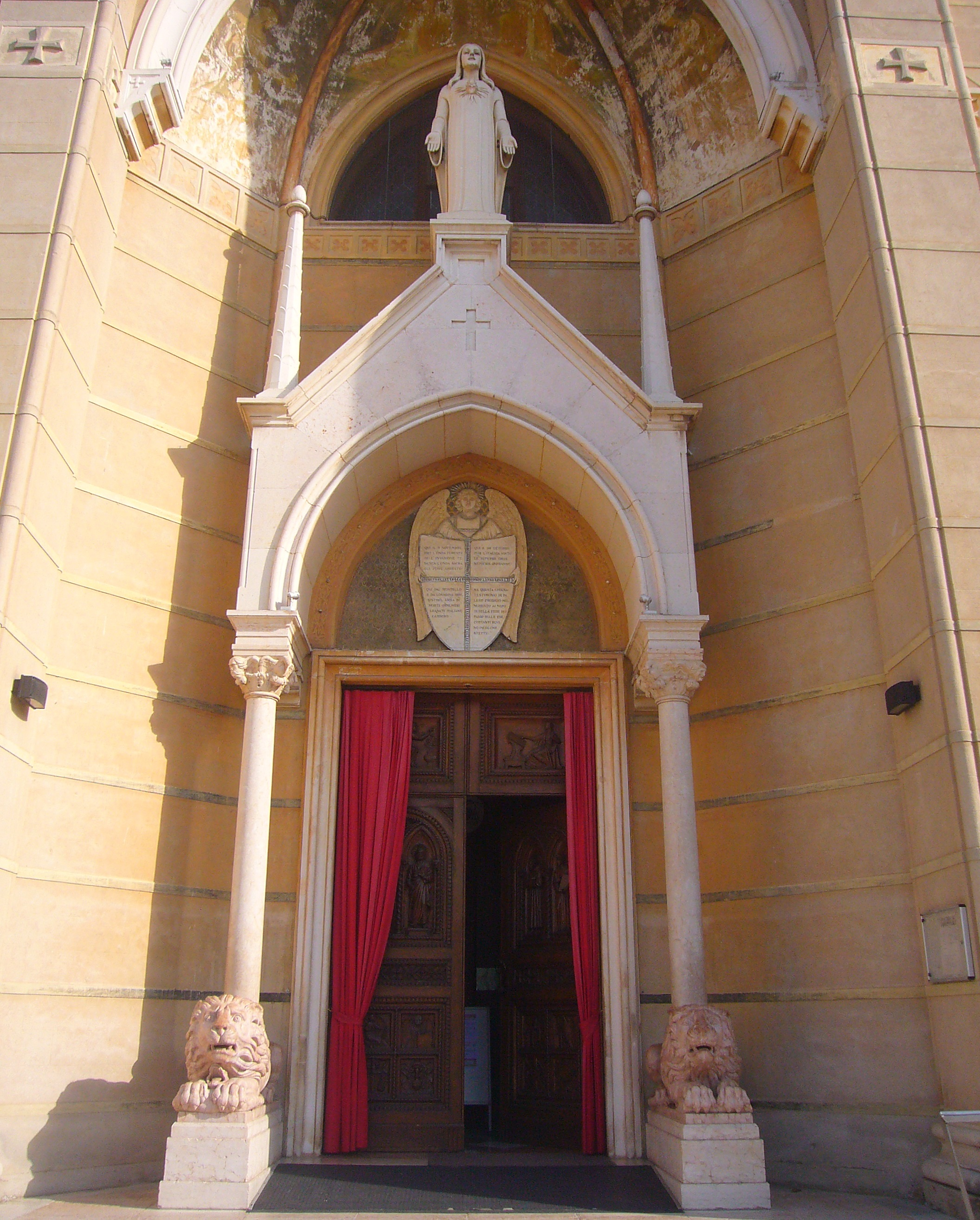
Il protiro della chiesa

Edificio risalente al 1878 (anno dell'inaugurazione, mentre la prima pietra è del 1870), la chiesa di Santa Lucia è un esempio di architettura neogotica: si presenta con una facciata a salienti coronata da dei pinnacoli e con un grande portale ogivale. Di estremo interesse l'organo, costruito nel 1882 dall'organaro veronese Gaetano Zanfretta. La chiesa è affiancata, a destra, dal campanile (inaugurato nel 1926), alto 76 metri e anch'esso caratterizzato da linee gotiche. È praticamente una copia del campanile di Bannia di Fiume Veneto (PN).
La chiesa è stata riccamente decorata all'interno intorno agli anni trenta, sotto la guida dell'arch. Domenico Rupolo e per opera quasi interamente di artisti santaluciesi. Tra questi spicca certamente il beato Claudio Granzotto (nato a Santa Lucia nel 1900 e qui vissuto per gran parte della sua vita) a cui si deve il bellissimo protiro, la celebre acquasantiera e la statua di S. Lucia (la cui immagine è ora riportata anche nello stemma comunale). Altro noto artista santaluciese che vi ha lavorato è stato il pittore Giuseppe Modolo. Grande merito per la bellezza di questa chiesa, orgoglio del paese, va certamente al parroco mecenate mons. Vittorio Morando (parroco dal 1910 al 1965), intorno al quale andò formandosi un vero e proprio vivaio di artisti.

### Chiesa di San Martino di Sarano
Edificio di piccole dimensioni e di antica origine, ricostruito nel 1865 sulle basi di una chiesa precedente. All'esterno: la facciata con il rosone centrale e il timpano. All'interno: un'unica navata sotto una volta a botte, un tabernacolo in marmo di Carrara e la pala del pittore Pietro Antonio Novelli (1729-1804).

### Santuario del Ramoncello
Edificato per ordine del conte Rambaldo e inaugurato nel 1628, il santuario sorge dove secondo la tradizione è apparsa la Madonna a una giovane sordomuta, in seguito guarita. È composto da tre edifici sacri: un capitello votivo, un oratorio privato edificato dai Collalto e l'attuale chiesa neoclassica.

### La Filanda
La Filanda, azienda della famiglia Ancillotto, nasce nell'Ottocento per la lavorazione di canapa e lino destinata alla creazione di funi per il mercato portuale di Venezia. Nel 1907, con il rinnovamento dei macchinari, diventa un'importante industria serica per l'economia del paese. Nel 1956 l'attività si conclude con lo smantellamento degli impianti. Attualmente gli edifici ospitano mostre e fiere.

### Villa Corner Campana[7]
Sorge nel XVIII secolo come dimora della famiglia Tiepolo; diventata sede estiva dei conti Campana, passa in seguito in eredità ai nobili Corner. È una costruzione quadrata che presenta due barchesse allineate ai lati della facciata dell'edificio principale. Di fianco vi è una piccola cappella. Si affaccia sul davanti su un lungo viale, mentre sul retro si estende un folto parco, in parte disegnato dall'architetto Antonio Caregaro Negrin.

### Palazzo Ancillotto[8]
Storica dimora risalente alla fine del XIX secolo, è uno dei palazzi di maggior pregio di Santa Lucia. Un tempo utilizzato come dimora estiva della famiglia veneziana Ancillotto, attualmente è un edificio sottoposto a vincolo monumentale dal piano di assetto del territorio e vincolato dal Ministero per i beni culturali. Nel 2017 è stato acquistato dal comune di Santa Lucia di Piave ed è diventata sede del Comune dove si tengono i consigli comunali, si celebrano le nozze e si tengono altri eventi. Nel cortile è stata posta anche una copia de La volata, scultura di Riccardo Granzotto, il Beato Fra’ Claudio.

## Società

### Evoluzione demografica
Abitanti censiti

### Etnie e minoranze straniere
Al 31 dicembre 2023 gli stranieri residenti nel comune erano 957, ovvero il 10,5% della popolazione. Di seguito sono riportati i gruppi più consistenti.
1. Cina 128
2. Romania 114
3. Albania 105
4. Marocco 80
5. Senegal 65
6. Ghana 59
7. India 50
8. Ucraina 48
9. Kosovo 26
10. Macedonia del Nord 26

## Amministrazione

### Sindaci dal 1964
| Periodo | Periodo   | Primo cittadino   | Partito      | Carica  | Note |
| ------- | --------- | ----------------- | ------------ | ------- | ---- |
| 1964    | 1975      | Ermanno Speranza  | Lista civica | Sindaco |      |
| 1975    | 1980      | Antonio Zanco     | PCI          | Sindaco |      |
| 1980    | 1988      | Arturo Bernardi   | PSDI         | Sindaco |      |
| 1988    | 1993      | Pierluigi Damian  | Progressisti | Sindaco |      |
| 1994    | 2002      | Riccardo Szumski  | Lega Nord    | Sindaco |      |
| 2002    | 2012      | Fiorenzo Fantinel | Lista civica | Sindaco |      |
| 2012    | 2022      | Riccardo Szumski  | Lega Nord    | Sindaco |      |
| 2022    | in carica | Fiorenzo Fantinel | Lista civica | Sindaco |      |

### Altre informazioni amministrative
La denominazione del comune fino al 1867 era Santa Lucia.

### Gemellaggi
- Castanet-Tolosan, dal 2003
- Mogyoród, dal 2019[14]
- Alboraya, dal 2019[15]